# CAPES d'anglais
 (août 2025).
Le certificat d'aptitude au professorat de l'enseignement du second degré (CAPES) d'anglais est un certificat d'aptitude à l'enseignement de l'anglais dans les établissements scolaires du second degré (collèges et lycées) français. Les enseignants titulaires de ce certificat sont des fonctionnaires de catégorie A de l'État, ayant le grade de professeurs certifiés, et sont soumis au statut général de la fonction publique et au statut particulier du corps des professeurs certifiés. Ils peuvent être affectés en collège, en lycée, ou détachés dans l'enseignement supérieur.
Son obtention est soumise à la réussite d'un concours, dont l'organisation est régie comme pour les autres sections par l'arrêté du 25 janvier 2021 modifié fixant les modalités d'organisation des concours du certificat d'aptitude au professorat de l'enseignement du second degré.
Le concours comporte deux épreuves écrites d'admissibilité et deux épreuves orales d'admission notées de 0 à 20. La note 0 est éliminatoire, quelle que soit l'épreuve. De plus, depuis la session 2022, une note inférieure ou égale à 5 est également éliminatoire pour les épreuves écrites. 
L'organisation des épreuves "disciplinaire appliquée" et "de leçon", retenue au moins pour la session 2022 et exposée ici, est issue du rapport rédigé par le jury du concours en 2021 aux pages 109-114. Elle correspond aux sujets présentés aux candidats de la session 2022. 

## Épreuves d'admissibilité (écrit)

### Sessions 2014-2021
- Composition en anglais d'un dossier de textes de littérature et/ou de civilisation portant sur une des notions ou thématiques, choisie parmi les programmes de collège et lycée. Durée : 5h | Coefficient 2
- Traduction : thème et/ou version littéraire accompagnée d'une question de réflexion linguistique, comme par exemple une explication argumentée de certains choix de traduction. Durée : 5h | Coefficient 2

### Depuis la session 2022

#### Épreuve écrite disciplinaire
Durée : 6h | Coefficient 2
L'épreuve est composée de deux parties :
- Composition en langue anglaise à partir d'un dossier constitué de documents de littérature et/ou de civilisation et pouvant comprendre également un document iconographique. Le dossier est en lien avec le thème ou un des axes inscrits au programme de la session.
- Traduction (thème et/ou version).

#### Épreuve écrite disciplinaire appliquée
Durée : 6h | Coefficient 2
- L'épreuve, rédigée en langue française, prend appui sur des supports de natures différentes (texte, document audio présenté sous forme de script, iconographie, extrait de manuel, tweet, etc.), intitulés de A à D, en lien avec le thème ou l'axe proposé au candidat et susceptibles d'être utilisés dans la cadre d'une séquence pédagogique au niveau ou dans les conditions d'enseignement indiqués par le sujet. Parmi les supports proposés, le candidat doit composer un corpus qui doit comporter obligatoirement : le document "A" qui est imposé, un des documents "B", un des documents "C" et un des documents "D". Sur la base de l'étude et de la mise en relation des documents qu'il sélectionne, il conçoit et présente à l'écrit la séquence pédagogique envisagée. Il mentionne ses objectifs (linguistiques, communicationnels, culturels, éducatifs, etc.) et les moyens et stratégies qui seront mis en œuvre pour les atteindre en fonction de la classe.
- Les textes en langue anglaise qui figurent parmi les supports proposés comportent une sélection de faits de langue, signalés par un soulignement. Le candidat décrit, analyse et explicite en français, selon les indications mentionnées par le sujet, un ou plusieurs faits de langue dans la perspective du travail en classe lors de cette séquence pédagogique. Ce questionnement peut porter sur la réflexion linguistique ou sur la phonologie, au choix du jury.

## Épreuves d'admission (oral)

### Sessions 2014-2021

#### Épreuve de mise en situation professionnelle
Durée de préparation : 3h | Durée de passage : 1h | Coefficient 4
L'épreuve se compose de deux parties, chacune suivie d'un entretien avec le jury.
- Exposé en langue anglaise portant sur un dossier en lien avec une notion imposée.
- Exposé en langue française portant sur une partie des documents du dossier, en lien avec les programmes des classes de collège et de lycée.

#### Épreuve d'entretien à partir d'un dossier
Durée de préparation : 2h | Durée de passage : 1h | Coefficient 4
L'épreuve se compose de deux parties chacune suivie suivi d'un entretien avec le jury.
- Exposé en langue anglaise de l'analyse d'un document audio ou vidéo en lien avec une notion imposée.
- Analyse en langue française de productions d'élèves (écrites ou orales) en lien avec des documents institutionnels et une situation d'enseignement exposée dans le sujet.

### Depuis la session 2022

#### Épreuve de leçon
Durée de préparation : 3h | Durée de passage : 1h | Coefficient 5
L'épreuve comporte deux parties dont chacune compte pour moitié dans la notation. La qualité de la langue employée est prise en compte dans l'évaluation de chaque partie de l'épreuve, en anglais comme en français. L'épreuve prend appui sur un document audio ou vidéo en langue étrangère se rapportant à l'un des thèmes ou axes figurant au programme des classes de collège et de lycée et ne dépassant pas trois minutes, mis à disposition du candidat pendant toute la durée de la préparation.
- Dans la première partie en langue anglaise, qui durera 30 minutes au maximum, sont donnés au candidat : un document audio ou vidéo, appelé document "A" obligatoire, et deux documents de nature différente de A appelés "B1" et "B2", également exploitables dans le cadre d’une séance de cours. Le candidat doit choisir un de ces deux documents B. Ce document est plus secondaire. Le sujet précise également des éléments de contexte : niveau, axe, problématique de la séquence et tâche de fin de projet. Le candidat restitue un passage du document A, dont la délimitation lui est précisée sur le sujet. Il analyse et commente ensuite le document A dans son ensemble, puis présente le document B retenu, et explicite son choix en le replaçant dans la perspective d’une exploitation en classe. Le candidat indiquera clairement qu’il commence la restitution, puis qu’il la termine et passe à l’analyse des documents. Il propose une analyse problématisée des documents par rapport aux éléments de contexte. L'exposé, d'un maximum de 15 minutes, est suivi d'un entretien avec le jury qui n'excède pas non plus 15 minutes et qui peut porter sur tout élément présenté par le candidat.

- Dans la seconde partie en langue française, également limitée à 30 minutes, le candidat présente au jury les objectifs d'une séance de cours et expose ses propositions de mise en œuvre en rapport avec les éléments de contexte. Il propose des pistes d'exploitations didactiques et pédagogiques du document audio ou vidéo et, le cas échéant, du ou des documents qu'il a choisis. Il construit sa proposition en fonction de l'intérêt linguistique et culturel que les documents présentent ainsi que des activités langagières qu'ils permettent de mettre en pratique selon la situation d'enseignement choisie et le niveau visé. Le candidat propose un déroulement de séance avec des exemples concrets d'activités. Le jury prendra en compte la cohérence interne et externe du projet, à savoir le développement proposé au sein de la séance ainsi que la place de cette dernière au sein du projet plus global.  Cet exposé, limité à 15 minutes, est suivi d'un entretien avec le jury n'excédant pas 15 minutes, durant lequel le candidat est amené à justifier et préciser ses choix.

#### Épreuve d'entretien
Aucune préparation | Durée de passage : 35 minutes | Coefficient 3 
L'épreuve d'entretien avec le jury porte sur la motivation du candidat et son aptitude à se projeter dans le métier de professeur au sein du service public de l'éducation. Elle se déroule en français et ne comporte pas de temps de préparation. 
- L'entretien comporte une première partie d'une durée de 15 minutes débutant par une présentation, d'une durée de 5 minutes maximum, par le candidat des éléments de son parcours et des expériences qui l'ont conduit à se présenter au concours en valorisant notamment ses travaux de recherche, les enseignements suivis, les stages, l'engagement associatif ou les périodes de formation à l'étranger. Cette présentation donne lieu à un échange avec le jury, qui n'excède pas 10 minutes.

- La deuxième partie, d'une durée de 20 minutes, doit permettre au jury au travers de deux mises en situation professionnelle, l'une d'enseignement, la seconde en lien avec la vie scolaire, d'apprécier l'aptitude du candidat à s'approprier les valeurs de la République. Elles pourront porter par exemple sur la laïcité, les exigences du service public (droits et obligations du fonctionnaire dont la neutralité, lutte contre les discriminations et stéréotypes, promotion de l'égalité, notamment entre les filles et les garçons, etc.), et sur la capacité du candidat à faire connaître et partager ces valeurs et exigences. Pour chaque situation, l'analyse donnera suite à un échange avec le jury.

## Résultats
À l'issue des épreuves écrites, le jury délibère et émet en fonction des notes obtenues une liste de candidats déclarés admissibles pouvant se présenter aux épreuves orales, sur le site Cyclades.
À l'issue des épreuves orales, au regard des notes obtenues aux épreuves d'admissibilité et d'admission, le jury délibère en prenant en compte le niveau des candidats et le nombre de postes ouverts par le ministère pour la session. Il établit un classement des candidats et publie une liste principale des candidats admis sur le site Cyclades. Il peut également publier une liste complémentaire. Les candidats admis peuvent alors être recrutés en qualité de professeur certifié par le ministère, et commencer leur procédure d'affectation.